# Reprezentacja Niemiec na żużlu
Reprezentacja Niemiec na żużlu – grupa żużlowców reprezentujących Republikę Federalną Niemiec w sportowych imprezach międzynarodowych. Za jej funkcjonowanie odpowiedzialny jest Deutscher Motor Sport Bund (DMSB).
Przed zjednoczeniem Niemiec, które miało miejsce w 1990 roku, funkcjonowała jako reprezentacja Niemiec Zachodnich (RFN), a obok niej istniała również reprezentacja Niemiec Wschodnich (NRD).

## Osiągnięcia

### Mistrzostwa świata
Drużynowe mistrzostwa świata
- 2. miejsce (–): 1959[a]
- 3. miejsce (2): 1981, 1982

Mistrzostwa świata par
- 3. miejsce (1): 1977

Indywidualne mistrzostwa świata
- 1. miejsce (1):
  - 1983 – Egon Müller

Indywidualne mistrzostwa świata juniorów
- 3. miejsce (1):
  - 2006 – Christian Hefenbrock

### Mistrzostwa Europy
Drużynowe mistrzostwa Europy juniorów
- 2. miejsce (1): 2008
- 3. miejsce (1): 2016

Mistrzostwa Europy par
- 1. miejsce (1): 2013
- 2. miejsce (1): 2010

Indywidualne mistrzostwa Europy
- 3. miejsce (1):
  - 2006 – Christian Hefenbrock

### Pozostałe
Indywidualny Puchar Mistrzów
- 2. miejsce (1):
  - 1988 – Gerd Riss

## Niemieccy Mistrzowie Świata
| Imię i nazwisko | Tytuły MŚ | Indywidualni (1936–1938, od 1949) | Indywidualni (1936–1938, od 1949) | Pary (1970–1993) | Pary (1970–1993) | Drużynowi (od 1960) | Drużynowi (od 1960) | Tytuły MŚJ | Indywidualni U-21 (od 1988) | Indywidualni U-21 (od 1988) | Drużynowi U-21 (od 2005) | Drużynowi U-21 (od 2005) | Tytuły łącznie |
| Imię i nazwisko | Tytuły MŚ | Łącznie                           | Lata                              | Łącznie          | Lata             | Łącznie             | Lata                | Tytuły MŚJ | Łącznie                     | Lata                        | Łącznie                  | Lata                     | Tytuły łącznie |
| --------------- | --------- | --------------------------------- | --------------------------------- | ---------------- | ---------------- | ------------------- | ------------------- | ---------- | --------------------------- | --------------------------- | ------------------------ | ------------------------ | -------------- |
| Egon Müller     | 1         | 1                                 | 1983                              |                  |                  |                     |                     |            |                             |                             |                          |                          | 1              |

## Niemieccy Mistrzowie Europy
| Imię i nazwisko  | Tytuły ME | Indywidualni (od 2001) | Indywidualni (od 2001) | Pary (od 2004) | Pary (od 2004) | Drużynowi (od 2022) | Drużynowi (od 2022) | Tytuły MEJ | Indywidualni U-19 (od 1998) | Indywidualni U-19 (od 1998) | Pary U-19 (od 2021) | Pary U-19 (od 2021) | Drużynowi U-24 (od 2008) | Drużynowi U-24 (od 2008) | Tytuły łącznie |
| Imię i nazwisko  | Tytuły ME | Łącznie                | Lata                   | Łącznie        | Lata           | Łącznie             | Lata                | Tytuły MEJ | Łącznie                     | Lata                        | Łącznie             | Lata                | Łącznie                  | Lata                     | Tytuły łącznie |
| ---------------- | --------- | ---------------------- | ---------------------- | -------------- | -------------- | ------------------- | ------------------- | ---------- | --------------------------- | --------------------------- | ------------------- | ------------------- | ------------------------ | ------------------------ | -------------- |
| Max Dilger       | 1         |                        |                        | 1              | 2013           |                     |                     |            |                             |                             |                     |                     |                          |                          | 1              |
| Martin Smolinski | 1         |                        |                        | 1              | 2013           |                     |                     |            |                             |                             |                     |                     |                          |                          | 1              |
| Kevin Wölbert    | 1         |                        |                        | 1              | 2013           |                     |                     |            |                             |                             |                     |                     |                          |                          | 1              |